# Chrysonotomyia susbelli
Chrysonotomyia susbelli ist eine Art von parasitoiden Wespen aus der Familie der Eulophidae. Sie wurde erstmals im Jahr 2024 beschrieben und ist die erste bekannte Art von Chrysonotomyia, die Gallwespen der Familie Cynipidae parasitiert. Es handelt sich um die sechste Art, die nördlich von Mexiko in Nordamerika bekannt ist. Bisher wurde sie nur an der Rice University in Houston, Texas, nachgewiesen. Ihre Beschreibung erregte sowohl lokale als auch internationale mediale Aufmerksamkeit.

## Etymologie
Das spezifische Epitheton susbelli lässt sich ungefähr als „Kriegsschwein“ aus dem Lateinischen übersetzen und bezieht sich auf das Maskottchen des Wiess College, eines Wohnheims an der Rice University. Die offiziellen Farben des Wiess College sind sehr ähnlich zur dorsalen Färbung von C. susbelli.

## Beschreibung
Chrysonotomyia susbelli ist eine winzige Wespe, wobei die Weibchen eine Größe von 1,0 bis 1,2 mm und die Männchen 0,9 mm erreichen. Die obere Hälfte des Thorax ist goldgelb, mit verschiedenen dunkelbraunen Markierungen auf dem Rücken. Zu diesen Markierungen gehört ein metallisch braunes Band an der Vorderseite des Mesonotums. Die untere Hälfte des Thorax ist blassweiß und bildet somit einen deutlichen Kontrast zur oberen Hälfte. Die Antennen haben einen blassen Scapus und einen hellgelben Pedicellus, wobei die inneren zwei Drittel des apikalen Teils dunkelbraun sind. Die restlichen Antennensegmente sind dunkelgelb, wobei das letzte Segment dunkelbraun ist. Die Augen sind rosa. Das Abdomen ähnelt dem Thorax: Es ist oben goldgelb mit dunkelbraunen Bändern und unten blassweiß. Das Männchen von C. susbelli ähnelt dem Weibchen sehr, ist jedoch kleiner und hat intensivere dunkelbraune Markierungen.

## Biologie
Es ist bekannt, dass Chrysonotomyia susbelli die Gallwespe Neuroterus bussae aus der Familie der Cynipidae parasitiert. N. bussae bildet kleine Gruppen von fleischigen, runden Gallen an den Blättern der Virginia-Eiche (Quercus virginiana) im Frühjahr. Es wurde beobachtet, dass Chrysonotomyia susbelli zwischen dem 18. April und dem 10. Mai aus den Gallen von Neuroterus bussae schlüpft und bis zum 18. Mai auf den Blättern der Eiche aktiv bleibt. Zudem wurde beobachtet, dass die adulten Weibchen sowohl im Freiland als auch unter Laborbedingungen nur im Zickzack gehen.